# Région d'Inuvik
La région d'Inuvik est l'une des cinq régions administratives des Territoires du Nord-Ouest au Canada. La région comprend huit localités et tient son siège administratif à Inuvik. La plupart des localités sont situées dans la région de la mer de Beaufort et sont composées d'Inuits et de Premières Nations, principalement des Gwich’in.
Anciennement, il y avait également une division de recensement de Statistique Canada nommée région d'Inuvik, mais celle-ci est abolie lors du recensement de 2011. Les limites de cette région étaient quelque peu plus étendues que celles de la région administrative.

## Localités
La région d'Inuvik comprend huit localités (ou communautés).
| Nom            | Statut                | Population (2011) | Coordonnées                   |
| -------------- | --------------------- | ----------------- | ----------------------------- |
| Aklavik        | Hameau                | 633               | 68° 13′ 08″ N, 135° 00′ 31″ O |
| Fort McPherson | Hameau                | 792               | 67° 26′ 07″ N, 134° 52′ 55″ O |
| Inuvik         | Ville                 | 3 460             | 68° 21′ 42″ N, 133° 43′ 50″ O |
| Paulatuk       | Hameau                | 313               | 69° 21′ 05″ N, 124° 04′ 10″ O |
| Sachs Harbour  | Hameau                | 112               | 71° 59′ 08″ N, 125° 14′ 53″ O |
| Tsiigehtchic   | Collectivité à charte | 143               | 67° 26′ 26″ N, 133° 44′ 43″ O |
| Tuktoyaktuk    | Hameau                | 854               | 69° 26′ 34″ N, 133° 01′ 52″ O |
| Ulukhaktok     | Hameau                | 402               | 70° 44′ 11″ N, 117° 46′ 05″ O |

## Annexe